# 梁文道
梁 文道（1970年12月26日—）は、香港の作家、時事評論員、書評人、司会。代表作に『我執』、『讀者』、『常識』など。

## 経歴
- 1970年、英領香港の工人の家庭に生まれる。祖籍は広東省順徳区。4个月後、外祖母外祖父に連れられ台湾に引っ越す。[2]

- 初中卒業後、英領香港返回。後、香港中文大学崇基学院哲学課程修了。

- 1998年、新城広播有限公司『風波裡的茶杯』司会。

- 1999年現在、鳳凰衛視『鏘鏘三人行』主持人。

- 2008年、上座部仏教皈依。

## 著書
- 『我執』、広西師範大学出版社、2009年4月。
- 『讀者』、法律出版社、2009年9月。
- 『常識』、広西師範大学出版社、2009年2月。《常识》（，2009-2）
- 『噪音太多』
- 『我讀』、上海三聯書店、2010年1月。
- 『我讀2』、湖南文艺出版社、2010年11月。
- 『我讀3』、湖南文艺出版社、2011年6月。
- 『我讀4』、湖南文艺出版社、2012年4月。
- 『關鍵詞』、中信出版社、2014年6月。
- 『弱水三千 梁文道書話』、書評集錄、2006年。
- 『讀者 梁文道書話Ⅱ』、書評集錄、2008年7月。
- 『味覺現象学』、食評集錄、2007年7月。
- 『訪問 十五個有想法の書人』、訪談集錄、2009年7月。